# إيشيرو أوتسوكا
إيشيرو اوتسوكا (باليابانية: 大塚一朗؛ بالكانا: オオツカ イチロウ) هو لاعب كرة قدم ياباني، ولد في 3 نوفمبر 1964 في مدينة توياما في اليابان. لعب مع Furukawa Electric soccer club ‏.